# 播州弁
播州弁（ばんしゅうべん）または播磨弁（はりまべん）、播磨方言（はりまほうげん）は、兵庫県南西部の播磨地方（播磨国）で話される日本語の方言である。近畿方言に含まれるが、語彙では中国方言と共通するものも多い。西播方言（せいばんほうげん）と東播方言（とうばんほうげん）に二分される。

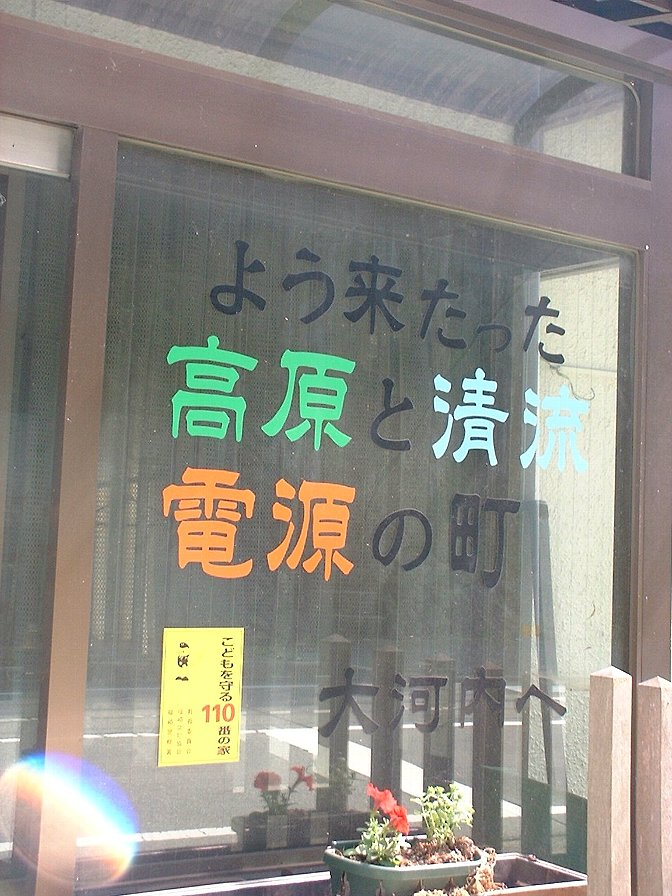
大河内町（現・神河町）にて

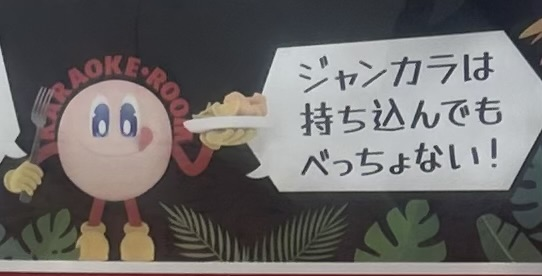
播州弁を使ったカラオケ店のポスター 姫路市にて

## 概要
播州弁は中国方言に属する但馬弁・岡山弁・因州弁、京都的な丹波弁、大阪的な摂津弁と接している。また神戸から姫路にかけての方言は兵庫県で最も平凡で共通的な方言体系を有し、県庁所在地の神戸市で話される神戸弁は東播方言の一変種である。そうした点から、鎌田良二は、近畿方言と中国方言の接触地域として注目される兵庫県において、播州弁を兵庫県方言の代表とみなしている。
播州弁は河川の流域ごとに大きく分けられる。揖保川流域・千種川流域のたつの市・相生市・赤穂市・宍粟市・揖保郡（太子町）・赤穂郡（上郡町）・佐用郡（佐用町）が西播方言で、加古川流域・市川流域・夢前川流域が東播方言である。姫路市は一般には西播に含まれることが多いが（播磨国#現代的用法参照）、方言上は東播である。東播の沿岸部では大阪方面との交通が発達し、都市化・工業化が進んでいるため（播磨臨海工業地帯）、大阪弁などの影響がある。
江戸時代後期の姫路城下において、上野国前橋より姫路へ移った酒井家中は前橋言葉、さらには酒井氏の故地である三河の言葉を用い、また参勤交代の影響もあって関東の言葉が優勢であった。家士には播州弁を「武士の用ふべからざる惰弱の言葉」と呼んで用いることを禁じたが、次第に融和した模様である。ただし、大正時代頃まで「屋敷ことば（武家ことば）」と「町ことば」の差異は意識されていたという。
兵庫・岡山県境の船坂峠が播州弁の西端であり、峠を越えると中国方言に分類される岡山弁となるが、赤穂市・上郡町・佐用町は岡山弁との接触地帯としての特色がある。播州は明石海峡を挟んで淡路島と接しているが、淡路弁は紀州弁や阿波弁との共通点もあって播州弁とは違っている。

## 音声・音韻
他の近畿方言と同じく、1音節の語は「木→きい」「目→めえ」のように長音化することが多い。一方で、「行こうか→いこか」「早うなる→はよなる」のように、本来長音のものが短くなることがある。また、西播方言においては連母音「アイ」が「エー」になる。
丹波と同じく、ザ行とダ行の混同が見られる。「あぜみち（畦道）→あでみち」、「ぜんぶ（全部）→でんぶ」、「ぜんぜん（全然）→でんでん」「どうぞ→どうど」「せんざい（前栽）→せんだい」「熱いぞ→熱いど」など。ラ行になる場合もある。「精だしていこう→精らいていこう」など。ただし先述の「屋敷ことば」ではザ行・ダ行・ラ行の混同などの特徴は見られない。

## アクセント
|            | 類     | 語例       | 京阪式 | 京阪式 | 垂井式               | 垂井式                   | 垂井式               |
| 神戸市     | 類     | 語例       | 小野市 | 太子町 | 神河町               | 佐用町                   |                      |
| ---------- | ------ | ---------- | ------ | ------ | -------------------- | ------------------------ | -------------------- |
| 二拍名詞   | 1類    | 飴・釜     | ○○が   | ○○が   | ○○が ○○が            | ○○が ○○が                | ○○が ○○が            |
| 二拍名詞   | 2・3類 | 紙・雲     | ○○が   | ○○が   | ○○が                 | ○○が                     | ○○が                 |
| 二拍名詞   | 4類    | 鎌・箸     | ○○が   | ○○が   | ○○が ○○が            | ○○が ○○が                | ○○が ○○が            |
| 二拍名詞   | 5類    | 雨・蜘蛛   | ○が    | ○が    | ○が ○○が             | ○が ○○が（A）、○○が（B） | ○○が                 |
| 二拍動詞   | 1類    | 飛ぶ・着る | ○○     | ○○     | ○○                   | ○○                       | ○○                   |
| 二拍動詞   | 2類    | 切る・見る | ○      | ○      | ○○                   | ○○                       | ○○                   |
| 三拍形容詞 | 1類    | 赤い・甘い | ○○○    | ○○○    | ○○ ○○○               | ○○ ○○○                   | ○○ ○○○               |
| 三拍形容詞 | 2類    | 白い・暑い | ○○○    | ○○○    | ○○ ○○○ ○○○（高齢層） | ○○ ○○○ ○○○（高齢層）     | ○○ ○○○ ○○○（高齢層） |

播州南部・東部（明石市、加古川市、高砂市、播磨町、稲美町、三木市、小野市、加西市、西脇市、加東市、多可町南部、姫路市（林田町周辺を除く）、福崎町、市川町）のアクセントは京阪式アクセントである。このうち姫路市・明石市などは、表の神戸市のようなアクセント体系を持っている。また西脇市・小野市付近では、「うさぎが」「みどりいろが」のように、低起式の語が2拍目から高くなり、一拍だけ高くなる神戸のようなアクセントよりも古いアクセントとなっている。
一方、播州北部・西部（多可町北部、姫路市林田町周辺、神河町、相生市、赤穂市、宍粟市、たつの市、太子町、上郡町、佐用町）のアクセントは垂井式アクセントである。京阪式アクセントでは、2拍名詞の1・2・3類は語頭が高く（高起式）、4・5類は語頭が低い（低起式）ものとして区別するが、垂井式アクセントではこの対立を持たない。同じ市町内でも地域や年代などによる差があったり、若年層ではメディアの影響があったり、一口に垂井式と言っても多様性がある。
京阪式アクセントでは2拍名詞の2類と3類が統合しており、これを（1 / 23 / 4 / 5）と表現する。垂井式アクセントのうち、表の太子町のアクセント（14 / 23 / 5）は、赤穂市・たつの市・相生市などに分布している。これが最も純粋な垂井式アクセントと言われる。神河町のアクセント（14 / 235B / 5A）は5類がA「秋、雨、汗、鮎など」とB「蜘蛛、声、猿、鶴など」に分かれている。これはもともとは5類Aの型であったものの中から5類Bが分離したと考えられる。佐用町のアクセント（14 / 235）は宍粟市などに分布し、5類が頭高型（○○が）なる点が他と異なる。播州以外では丹波市・朝来市生野町・福知山市もこのアクセントである。神河町のアクセントはこのアクセントに移る過程だと考えられる。14 / 235の地域では若年層を中心に共通語アクセントの影響を受けているのか、4類も頭高型にする傾向がみられる。つまり、朝来市朝来町のアクセント（1 / 2345）に移りつつあるということである。その他の垂井式地域の若年層でも共通語アクセントの影響を受け、表の通りに発音しない人が増えている。
2拍動詞は、京阪式の地域では1類は高起式、2類は低起式のアクセントを持つ。垂井式の地域ではこの区別がなく、同じように平板型にいう（ただし両地域とも「居る」のみ頭高型「おる」）。
3拍形容詞の発音は京阪式の地域では京都などと同じく「しろい」、「あかい」と発音するが、垂井式の地域では但馬弁、岡山弁と同じく「しろい」「あかい」、もしくは「しろい」「あかい」と発音する。西播の高齢層は1類を中高型（「あかい」）、2類を頭高型（「しろい」）と区別して発音する。近年、その区別は衰退しており、若年層を中心に1類と2類を区別せず全て中高型（しろい、あかい）に発音することが主流となっている。垂井式の地域全体で3拍形容詞の発音は全て中高型に統一されつつある。

## 文法表現

### 活用
一段活用動詞を五段活用化させる傾向があり、特に「見る」のようなラ行動詞や「受ける」のような3音節動詞に強く、個人によってはすべての活用形にわたって五段化が完了している。
[例] 出れ出れ言うんですけど、なかなか出らないんです。
[例] もっと中い詰めりー。（連用形命令表現「詰めー」が五段化している）
[例] 落たへんか、かとおにくくっとかな落つぞお。（落ちやしないか。固く縛っておかないと落ちるぞ）
仮定形は「ば」と融合した形があり、「行きゃ」「良けりゃ」のような拗音形と、それを直音化させた「行か」「良けら」のような形がある。ただし、現在の東播ではむしろ「行ったら」「良かったら」のような「-たら」で代用することが多い。
[例] 読ま読めんことない。（読めば読めないこともない）
形容動詞では、終止形が「な」になる「ナ終止」が聞かれる。
[例] ほんまに達者ななあ。（本当に元気なことだね）

### 音便
他の近畿方言と同じく、ア・ワ行五段動詞や形容詞の連用形で「ゆうた」（言った）、「もろおて」（貰って）、「しろおない」（白くない）のようなウ音便が用いられる。
「行く」では「いきてきた」のように促音便が起こらなかったり、「大阪へいた」のように促音便が省略されたりすることがある。3音節以上の語でのウ音便や「持つ」の促音便も省略されることがある（例：もろおて→もろて、しろおない→しろない、持ってきた→もてきた）。
サ行五段動詞の連用形で「出した→だいた」のようなイ音便が用いられる。イ音便には年齢・地域によるずれがかなりあり、また「直して→なおえて」のようにイ音便ではなくエ音便となるものもある。
「畳む」「並ぶ」「挟む」「染む」が「たとむ」「なろぶ」「はそむ」「しゅむ」となることがあるが、これは中世に行われた「たとおだ（畳んだ）」「なろおだ（並んだ）」などの音便形が終止形と同化した名残とみられ、同様の現象として、赤穂市では「貰う」の終止形が「もろお」となる。

### 敬語
「動詞の連用形＋て」で敬意を表すテヤ敬語がある。「はる」を用いる大阪・京都などに対立し、播州弁の特徴の一つとされる。過去形の「-てやった」は地域によって「-た（あ）った」や「-ちゃった」となる。「-た（あ）った」は播州広域で用いられるが、「-ちゃった」は宍粟市、神河町、多可町など播州北部で用いられる。「～してくれてか？」（～してくださらない？）のように丁寧な依頼にも使える。テヤ敬語ほどの勢力はないが、「なさる」から転じた「なはる」もあり、命令形「なはい」は「ない」ともいう。
[例] 先生が行ってです。（行かれます）
[例]○○さんおってない。（いらっしゃらない）
[例] ○○さん、今休んどってや。（休んでおいでだ）
[例] 言いよってやった／言いよった（あ）った／言いよっちゃった。（言っていらっしゃった）
[例]お客さんが来てやったで／来たったで／来ちゃったで。（おいでになった）
[例]買うてってくれてか？（買って来てくださらない？）
丁寧語の「ます」の活用形が「ません→まへん」「ましょう→まひょ／まほ」のようにハ行音になることがある。助詞をつけた際に「す」が変形することがあり、「ますわ」が赤穂市で「まはん」、姫路市などで「まはあ」となったり、「ますぞ」が赤穂市で「まっそ」となったりする。西脇市では「まは」を常体の終助詞として用いることがあり、その場合には用言の終止形に直接接続する。
[例] すぐ行きまはん／行きまはあ。
[例] そないにゆーてんやったらしまはあ。（そんなにおっしゃるなら、しますよ）
[例] 叱られまっそ。
[例] 寒いまは。（寒いね）
[例] 走っりょるまは。（走っているよ）
共通語の「ございます」に当たる丁寧語としては、「おます」が広く用いられるほか、高砂市に「がいます」がある。また多可町北部では常体の否定表現に「ござへん」を用い、西脇市では「ごわへん」になるという。
[例] おまへん。
[例] がいました。
[例] いや、そうやござへん。

### アスペクト
中国方言などと同じく、「動詞の連用形+よる」と「動詞の連用形+とる」でアスペクトを区別する。前者は動作の進行・継続を表し、後者は動作の行われた結果や完了を表す。それぞれ「よお」「とお」に転じることが多く、「とお」は大阪弁と神戸弁・播州弁の違いとしてよく話題になる。「よる」は、「書っきょる」「読んみょお」のように撥音化または促音化することがある。「よる」と「とる」は京阪でも用いるが、京阪にはアスペクトの区別はなく、また京阪の「よる」は待遇表現であり、アクセントも異なる。
[例] 雨降りよおから、洗濯物取り込みよお／取り込んみょるとこや。
[例] 雨降っとおから、傘はもう要らんわ。
[例] 今しよんがな! ちょお黙っとってか?（今しているじゃないか! ちょっと黙っていてくれないか）
[例] 先生学校来よった。（播州弁では「きよった」と発音し、「先生は出勤途中だった」という意味になるが、京阪では「きよった」と発音し、「先生が学校に来やがったぞ」という意味になる）

### 断定
断定の助動詞は広く「や」を用いるが、西播では「じゃ」も併用される。「じゃ」は男性的で、かつ老人語となりつつある。但馬に近い宍粟市千種では「じゃ」と「だ」が混用される。丁寧な断定には大阪的な「だす」を用いる。「だす」は「だあ」と崩れたり、「ます」と同じように「だはん／だはあ」となったり、「だすか→だっか」「だすけど→だっけど」「だすがな→だんがな」などの変形がある。大阪では「だす」を形容詞などにはつけないが、赤穂市などでは「ええだっしゃろ」（いいでしょう）や「あらしまへんだっせ」（ありませんですよ）のような用法もある。

### その他
- 動詞の否定には「-ん」と「-へん」を用いる。「-ん」「-へん」の過去形は「-（へ）なんだ」「-（へ）んだ」「-（へ）んかった」を用いる（例：行かなんだ、行かへなんだ、行かんだ、行かへんだ、行かんかった、行かへんかった）[19]。また仮定形は「-な」となる。「まだ行かずか」（まだ行かないのか）や「行かいでもええ」（行かなくても良い）のような表現もある。「-へん」の変形として、高砂市では「-しん」（例：行かしん）、赤穂市では「-えん」（例：抱かえん）や「-いひん」（例：見いひん、起きいひん）などがある[12]。「来ない」は、年配者の間では「きやへん」「きえへん」などの言い方があるが、若者の場合、地域に関係なく「こーへん」が主流を占める[20]。

- 打ち消し意志には「書こまい」「しよまい」のように「-まい」を用いる。西播では「-めえ」となる。打ち消し推量では共通語と同じく終止形に接続する[21]。

- 受身・可能は「-れる」を用い、五段動詞以外でも「見れる」「出れる」「来れる」となるが、サ変動詞は「される」ではなく「しられる」となる[22]。

- 使役は「-す」であるが、東播では「-さす」が五段化して「-らす」となる（例：起きらす、受けらす）。西播では「-す・-らす」に加えて「-せる・-させる」と「-す・-さす」も併存している。カ変動詞は、東播では「きらす」であるのに対し、西播では「こさせる」「きさせる」「こさす」「こらす」となる[23]。

## 代表的な表現
凡例・解説：
- 姫路市史第15巻上(1992)では1987年（昭和62年）から1990年（平成2年）までの間に同市でおこなった調査を元にしている[24]。
- 松本(1983)では姫路市を中心に播磨の方言や慣用句を収集した物を元にしている[25]。
- 都染(2000)では甲南大学文学部1999年度の卒業論文執筆にあたって、姫路市内各小学校区（一部中学校区）ごとに古くからの男性在住者（当時で70歳前後）を1名選んで調査をおこなったものである[26]。

### 語彙
播州弁の語彙には次のようなものが挙げられる。
- あた - 強調の意味を持つ接頭語。相手に対し嫌悪の城があることを示す（漢字では「仇」）[27]。
[例]「あためんどい」（超めんどくさい）
- あだける - 転げ落ちる。元は京都語で、他動詞型は「あだす」[27]。
[例]「階段からあだける」（階段から転げ落ちる）[28]
- あっかい／あっかえ[29] - だめだ。強くダメ押しする場合は「あっかぇやぇ」[29]。
[例]「そんなもんあっかえ」（そんなこと駄目だよ）
- あほんだら[30]／あぼちん - 馬鹿野郎。
- -あるく（複合動詞） - 飛ぶ・走るなどの後ろに接続し、動きを表す。
[例]「この道長いこと来てへんけど、久々に車で走りあるきよったら、新しい店屋がよ〜けでけとんなぁ」（この道は長い間来ていないけど、久しぶりに車で走っていると、新しい店がたくさん出来ているな）
- いがむ - 歪む[31]。
- いきいきごんぼ - 半死半生[32]、今にも死にそうな様。
[例]「いきいきごんぼ、ごんぼくてしっかりせぇ」（子供が釣った魚に掛けるおまじない）[31]
[例]「いきいきごんぼの商売やさかいに」（今にも倒産しそうな商売なもんだから）
- いぬ - 帰る。平板アクセント[33]。
[例]「はよいね」（早く帰れ）
- いのく - 動く[33][34]。
[例]「いのいたらあかん」（動いちゃだめ）
- いらう - いじる、からかう、推敲する[33]。触る。手を加える。
[例]「熱いさかい、いろたらいかんよ」（熱いから、触っちゃだめだよ）
- うっとこ - 【名】うちのところ、から転じた言葉。または妻が夫のことを他者に呼ぶ語[35]。
[例]「うっとこの庭に亀がおる」（うちの庭に亀がいる）
- ええしゅ[36]、ええし - 富家、旧家、またはその出身の人を指す。
[例]「あんたらええしの出ぇやさかい」（あなたたちは旧家の出身だから）
- えらい - とても、すごい、（えらい疲れたの略で）疲れる。[37]
[例]「えらいよーけやのう」（すごい沢山だなぁ）
[例]「えらかったのう」（疲れたなぁ）
- ～円ガン - ～円で。かつては関西一円で使われた表現で、神河町の一部地域、多可郡多可町に残る。
- おく／しまう - （作業などを）終える、終わる。
[例]「おこか」（終ろうか）
- おせらしい - おとなっぽい。
[例]「ちょっと見んまにおせらしゅうなったって」（ちょっと見ない間に大人っぽくなられて）
- おぞ毛が立つ - 鳥肌が立つ。「ぞぞ毛が立つ」とも言う。
- おたやん - 【名】おたふく、おかめ。播州地方は獅子どころと呼ばれるが、獅子舞に登場することが多い。
- おてしょ／おてし - 【名】小皿。「お手塩」から。
- おとろしい／おっとろしい - 怖い。
[例]「このお化け屋敷、ごっつおとろしかったのう」（このお化け屋敷、すごく怖かったなぁ）
- おとんぼ - 末っ子。
- おまん／おまはん／おのれ - あなた、お前。
- おわえる - 追いかける
[例]「野良犬におわえられて往生したがい」（野良犬に追いかけられてどうにもならなくなってしまった）
- おんどりゃ - お前。怒ったときなどに言う。
[例]「おんどりゃが、どないぬかしよんなら」（お前が、なに言ってんだ）
- おんびん - 臆病。岡山弁にも同様の表現がある。
[例]「おまはんは、おんびんたれやのう」（あなたは、臆病者だなぁ）
- おんまく - 思いきり、力いっぱい、全力で。
[例]「おんまくやってみんかいえ！」（全力でやってみたらどうだ！）
- がいよう／がんよう ／ええがい - 上手に、具合よく
[例]「がいよう書く」（上手に書く）
- かいもん − 買い物。
- カエダ／カイダ／ガイダ／ガイザ - 【名】カメムシ
- かじく - 耕す、掘る。
[例]「鍬でかじきよって腰いわいてもた」（鍬で耕していて、腰を悪くしちゃった）
- かだ／かいだ - 香り、匂い、匂いの正体。「かざ」が変化したもの。
[例]「この味噌汁、えー匂いやなぁ。何のかいだや？（「匂い」と「かいだ」は概念としては似ているが区別される）」（この味噌汁、いい匂いだなぁ。何の匂いだろう）
- かちます／かちまあす - ひどく殴る、痛い目に遭わせる。
[例]「いらんことしょったらかちますど！」（もしも余計なことしたら痛い目に遭わせるぞ！）
- かばちたれ - 屁理屈を言う（奴）。中国方言にも同様の表現がある。
[例]「ぬかすな、かばちたれ」（言うな、屁理屈を言う奴め）
- ぎょうさん - たくさん。
- きょうとい／きょーとい - 恐ろしい。気味が悪い。いとわしい。気にそまない。うとましい。「気疎い（けうとい）」から。
[例]「あー、きょーと」
[例]「あの子はきょーとい、きょーとい」
- げっと／げぼ - 一番あと、ビリ。
[例]「徒競走げっとやった」（徒競走でびりだった）
- けったい - 妙、変。
[例]「けったいなやっちゃのう」（妙な奴だなぁ）
- ごおわく - 【動】腹が立つ。業が沸く。
[例]「ごーわかしたらあかんど」（腹を立ててはいけないよ）
- 御座候 - 回転焼・今川焼。姫路市に本社を置く回転焼（今川焼）の会社名であるが、播州では回転焼そのものの代名詞として「御座候」と呼ぶ人もいる。ただし都染(2000)では当時の高齢者はほとんどが「かいてんやき（回転焼）」と呼んで少数が「いまがわやき」「たいこやき」など、「ござそうろう」は1名のみであった[38]。
- ごじゃ - 無茶。動詞形「ごじゃする」もある。
[例]「ごじゃするさかい、めげんねや。気ーつけよ」（無茶をするから、壊れるんだよ。気をつけなさいよ）
- こそばい - くすぐったい。
- ごっつい／ごっつー - とても、すごい。
[例]「あのすもんとり、ごっついのう」（あの相撲取り、すごいなぁ）
- ごっと - ご馳走。
[例]「ごっとなってもた」（ご馳走になってしまった）
[例]「ごっとさん」（ごちそうさま）
- こまい／ちんまい - 【形】小さい。
[例]「こまい犬」（小さな犬）
- さら - 新品。
- さんこ／わたけた - 散らかっている状態を意味する言葉。
[例]「さんこにしとらんとなおしよ！」（散らかしてないで片付けなさいよ！）
- じっき／じき - すぐ。
[例]「じっきに帰ってくっさかいまっとって」（すぐに帰って来るから待ってて）
- …しとみない／…しともない - …やりたくない、…するのが嫌だ。
[例]「勉強しとみない」（勉強するのが嫌だ）
- 始末する - 節約する。
- しゃあない／しょうない／しょうことない／しょんない - 仕方（が）ない。
- しゃっきゃっそ − 「しばき回すぞ」が変化したもの。
- しゃしゃりでる - でしゃばる。
[例]「なにしゃしゃりでよんどいや」（なにでしゃばっているんだ）
- しゅむ - 染みこむ。
[例]「出汁がよ〜しゅんどってうまいのう」（出汁がよく染み込んでいて、うまいなぁ）
- じゃまくさい - 面倒。
[例]「じゃまくさいことしゃがんのう」（めんどうなことするなぁ）
- じゅるい - ぬかるんでいる。
[例]「道がじゅるいさかい難儀した」（道がぬかるんでいたから苦労した）
- じょうさん - 【副】たくさん。
- しょーとろしい - もったいない。
[例]「しょーとろしい食べ方すんのう」（もったいない食べ方するなぁ）
- 知らん／分からん - 【動】「…なのかも知れない」の意味の時も、こう言う
[例]「ほうかも知らんのう」（そうかも知れないね）
- しんたく - 分家のことを「新宅」と表す。
[例]「○○さんとこの新宅の嫁はん」（○○さんの家の分家のお嫁さん）
- しんどい - 疲れた。
[例]「今日はしんどかったのう」（今日はつかれたなぁ）
- ずつない - 【形】腹がいっぱいで苦しい状態。「術無い」から。
[例]「こないに食うたらずつないのう」（こんなに食べたらお腹がいっぱいだ）
- ずんべらぼん - 元々あったものが何もない様、丸裸、つるつるぺったんの状態、のっぺらぼう。
[例]「裏山の木ぃ切ってもてずんべらぼんや」（裏山の木を切ってしまって丸裸だ）
- せえらいて - 精を出して、頑張って。
[例]「せえらいていこで！」（頑張っていこう！）
- せたろうて／負うて - 背負って。
[例]「そないに重いもんせたろおてどこ行くんな」（そんなに重いもの背負ってどこへ行くの）
- せんどぶり - 久しぶり。
- そうれん - 葬儀、葬式。「葬殮／葬斂」からきたと思われる。
[例]「そーれんがとれた」（葬儀をすることになった）
- たぁ - とは。
[例]「そんなこたぁええわい」（そんなことはいいぞ）
- だっちょもない - つまらない、値打ちのない
- 伊達こく／伊達こき - 【動】/【名】格好つける、格好つけ。
- だぼ - 【形】「アホ」を強調した形。神戸から阪神間の地域でも使用される。
[例]「だまっとれ！だぼ」（だまっとけ！ばか）
- だんない - 【形】構わない、大丈夫
- ちいとま - 少しの間
- ちゅーとる - （と）言っている。
[例]「なにをよんなら？なんちゅーとるかわからへんやろがい」（なにを言ってるんだ？なんて言っているか分からないだろ）
- ちょっきり - ぴったり、ちょうど。
[例]「ちょっきり払うから釣銭いらんど」（ぴったり支払いますから釣銭はいらないよ）
- ちょびっと／ちょう - 【副】少し、少々。「ちょう」は「ちょっと」の転訛。
[例]「ちょう待ってや」（ちょっと待ってよ）
- つぶす - 両替する（紙幣を小銭に替える）。
- てったう - 手伝う。
- どくしょい - ひどい、むごい。
[例]「どくしょいことすんのう」（ひどいことするなぁ）
- どどこそ - 【副】なんとか、どうにか。
- どない - どう。
[例]「おまはんどないしょったんな？」（あなたどうしていたの？）
- なり（が）わるい - 体裁が悪い、世間体が悪い。
- なんしょん／でーしょん／どーしょん - 「何してるの？」と問いかける言葉。
[例]「でーしょんなぁ」（何してるの？）
- なんどいや - 【感】「何だよ!」などといった非難を表す感動詞。「なんぞいや」「なんじゃいあ」「なんじゃいや」などと言う時もある。もっとも強力な語のひとつで、神戸方面でも使用される。「なんやねん」と同じ意味。「なんやねん」は関西共通語化の影響で使用する人も増えているが、本来の播州弁では使用されない。
- ぬかす - 言う。
[例]「おまはん誰にものぬかしよんなら」（あなた誰に何を言っているんだ）
- はしかい／はしこい - 痛がゆい、かゆい。大阪では「すばしこい」の意となる。姫路でも「俊敏、考えが早い、賢い」の意で通じる。
- ひらげる - 【動】広げる。
- ぴりぴり - 【副】（雨などが）ぽつぽつ、ちょっと。丹波方言などと共通する表現。
[例]「雨がぴりぴり降っりょうど」（雨がちょっと降っているぞ）
- ひんね - 昼寝。
- ぶいぶい - コガネムシ。
- べっちょない／どっちょもない／どないもない／どんない - 【形】大丈夫だ。「べっちょない」は「別条ない、別状ない」が変化したもの。
[例]「どんない、どんない」（どうもない。大丈夫）
- へてから／へえで - 【接】それから
- へらへと - 【副】たくさん、嫌というほど。東播西部が主。
[例]「へらへと飲んだら悪酔いしまはぁ」（たくさん飲んだら悪酔いしますよ）
- ぽいんた - ミニバイク。新明和工業が販売していたバイクのブランド「ポインター」より。
- ほたら／ほいだら - 【接】それなら。
- ほろ - だいたい、おおよそ。
[例]「軽四でもほろ百万すっさかい」（軽四でも百万円ぐらいはするから）
- まんがええ・まんがわるい - 【形】巡り合わせがよい・悪い、運・タイミングがよい・悪いという意味合いを含む。
- むつごい - 脂濃い、しつこい、あっさりしていない。讃岐弁などと共通する表現。
[例]「肉のむつごいのは好かんのう」（脂身の多い肉は嫌いだ）
- むりと - わざと、わざわざ、あえて。
[例]「むりとにしたやろ？」（わざとしたでしょ？）
- めぐ - 【他動】壊す。自動詞は「めげる」。
[例]「まためんだんけ？ どないもしゃあないのう」（また壊したのか？どうしようもないなぁ）
- めんどい - みっともない、不出来な。
[例]「めんどいえーかっきょった」（不出来な絵を描いていた）
- もおる - 帰る。「いぬ」と違って、「帰って来る」の意味合いが強い。
- もみない／もむない - 味がしない、まずい。
- やぎろしい - ややこしい。
[例]「やぎろしいことよおるのう」（ややこしいこというなぁ）
- よーけ - 沢山、いっぱい。
- よる - 選別する、良し悪しを分ける。
[例]「野菜よりよったらあかんど」（好き嫌いを言って野菜を食べないのはいけないよ）
- よけまえに - 【副】余計に、余分に。
- らく - 都合がよい、不都合でないの意、大丈夫。
[例]「このバス姫路駅までらっきゃろか？」（このバスは姫路駅まで行くのに不都合ないかい？）
- わい／わし - 私、僕。男性語。
- わえ／われ - お前。「おんどりゃ」より少し優しい。
[例]「わえ、なにさらしよんなら」（お前、なにしてくれてんだ）
- わへた／わっせた - 忘れた。
[例]「わへとったのう」（忘れてたなぁ）
[例]「『わっせとった』やあらへんねん」（「忘れてた」では済まない）
- わや - 無茶苦茶。
[例]「だぼが、わやにしくさりおって」（ばかが、無茶苦茶にしやがって）

### 語法
- 動詞未然形 + ん + ならん（「動詞未然形 + ん + なん」とも） - …しなければならない。「動詞未然形 + な + あかん」と同じ。
[例]「走らんならん」「やらんならん」「行かんなん」
  - なけんならん - …でなければならない。

[例]「それ（そえ）でなけんならんちゅう事ないやろ？」（それでなければならない、って事はないだろ？）
- 動詞未然形 + ん + とる／どる  - …しないでいる。
[例]「やらんとる」「飲まんとる」「払わんどる」
- …がい - 感嘆を表す終助詞　他の近畿方言での「…がな」に相当。
[例]「おーっ、また勝ちよったがい」「しよるやろがい」
- …かいな、…かいや - 動詞連用形に続き、反語を示す。また、動詞／名詞に続いて、軽い落胆を表す。
[例]「あんなだっちょもない（しょうもない）とこ、誰が行くかいや」
[例]「…でなけなあっかいや」（…でなくてどうする）
  - 動詞／名詞に続き、軽い落胆を表す。
[例]「何や、また今日も負けかいや」
  - 動詞未然形 + ん　に続き、強い命令を示す。
[例]「ちゃんとやらんかいや！」
- 動詞連体形／名詞 + やんな - 付加疑問を表し、相槌代わりにも用いる。
[例]「これ（こえ）でええやんな？」（これでいいよね？）
[例]「やらいでええやんな？」（やらなくていいよね？）
[例]「やんな？」（だよね？）
- …やねや - …なのだ。「…やねん」と同じ。「…ねん」は本来の播州弁ではないが、関西共通語化の影響で使用する人も増えている。
- …やん - …なのだ。「…やねん」と同じ。播州弁では、ほかの近畿方言より使用回数は方言上少々少なめ。
- …のう - …なぁ、…ねぇ
[例]「やかましいのう」（うるさいなぁ）
[例]「そうやのう」（そうだねぇ）
- …さかい、…さけぇ、…はけぇ - …だから。「さ」「は」が省略されて「…かい」「…けぇ」になることもある。
[例]「休んどってやさかい／休んどってやさけぇ／休んどってやはけぇ」（休んでらっしゃるから）
- …やから - …だから。「だ」が「や」になる。
- …なら、…な - …だ。西播が主。中国方言にも同様の表現がある。
[例]「なんなら」（なんだ）
[例]「なぬかしよんな」（なにを言っているんだ）
- …よる、…よん、…よう - …言っている。中国方言、四国方言にも同様の表現がある。
[例]「何をよん（な）？」（何を言ってるの？）
- けぇ、け／こぉ、こ／かい、かえ、かいえ、かいな - 疑問・感嘆等で多用する接尾語。
[例]「ほんまけぇ／ほんまこぉ／ほんまかい」
- …ど - 他の近畿方言での「･･･で」に相当。
[例]「わし、そがいなことよらへんど」（俺はそんなこと言ってないぞ）
- …わい - …ぞ、…だよ。
[例]「わしゃいぬわい」（俺は帰るぞ）
[例]「ややこしいわい」（面倒だよ）

## 例文
- 高砂市の方言文例[39]
  - あめがふっりょっさかい、かささしていっきょ。
（雨が降っているから、傘を差して行きなさいよ）
  - おはよーございます。さあおあがんな。みながまっとっでっさかいに。
（おはようございます。さあお上がりなさい。皆が待っておいでですから）

- 播州地方の高齢層男女と低年層の模擬会話例[6]
  - 「やー、にーさん、どこぞ行とったーったんけ。あんたせんど見やへんさかい、うちあんじよってんで」
（まあ、おたく、どこかに行ってらっしゃったのかい。あなたに長い間会わないから、私は心配していたんだよ）
  - 「北海道いなと行かんかいゆーて、わしとつれと行てったんや。心配してくれとったーったんかいな、ほらすんまへなんだな」
（北海道へでも行こうじゃないかと言って、俺と友達とで行ってきたんだ。心配してくださっていたのかい、それはすみませんでしたね）
  - 「おじーちゃん、北海道って冬めっちゃ寒いんちゃーうん。今日雪降っとーて、ニュースゆっとったでー」
（おじいちゃん、北海道って冬はすごく寒いんじゃないの。今日は雪が降っているって、ニュースで言っていたよ）

- 1980年に社町山国（現・加東市）で記録された高齢女性2人の会話（出典ではカタカナ表記）[40]。北播から三田付近で主に女性層の気安い会話で用いられた、連用形による軽い敬語法の使用例。
  - A: きにょー おーきに。
（昨日 ありがとう。）
  - B: いーえ。
（いいえ。）
  - A: みずのはん きーないけど なー。わて あの おいしゃはん いて もーりょったら えんげで しごと しょいた わ↗。
（みずのさんは おいででないけど ねえ。わたし あの お医者さんに 行って 帰っていたら 縁側で 仕事を しておられた よ。）
  - B: あの なー。いま なー↗。のどきに いて へーて あした まいりや ないか おもーて なー。テレビわ かかっとんねで↗。あの はなれの まーに。ごへんほど ゆーたけんど へんじ あらへん ねん。
（あの ねえ。今 ねえ。のぞきに 行って そして 明日 お参りでは ないかと 思って ねえ。テレビは ついているんだよ。あの 離れの 間に。5回ほど 言ったけれど 返事が ない のよ。）

（中略）
  - A: わってー なー。おいしゃはんかー もーったん じゅーじごろやさかい なー。すわっていた わ↗。
（わたし ねえ。お医者さんから 帰ったの 10時頃だから ねえ。座っておられた よ。）
  - B: あ ほんま。ほな よかった なー。
（あ そう。では よかった ねえ。）
  - A: けつあつが たかい ゆーたったさけ そいで しんどいねやろな↗。
（血圧が 高いと 言われたから それで 苦しいのだろうね。）

## 播州弁を用いる著名人
播州外に出た播州出身者は、通常、一種の「関西弁共通語」（東京に出た者は首都圏方言）を話すことが多く、播州弁の語彙を用いることは少ない。
- 竹垣悟 -　姫路市出身のユーチューバー、特定非営利活動法人「五仁會」代表
- 車谷長吉 - 飾磨市（現姫路市）出身の作家・俳人。播州弁を生かした小説で知られた。
- 谷五郎 - 高砂市出身の歌手・タレント。
- 陣内智則 - 加古川市出身のお笑い芸人。
- 名倉潤 - 姫路市出身のお笑い芸人。
- 木村卓寛 - 姫路市出身のお笑い芸人。お笑いコンビ天津の一人。「吟じます」で始まる詩吟ネタが特徴。
- 三枝雄子 - 佐用町出身の女優。連続テレビ小説『まんぷく』で方言指導を担当
- 上野樹里 - 加古川市出身の女優。
- 丸山和也 - 新宮町（現たつの市）出身の前参議院議員、弁護士。
- ぜんじろう - 姫路市出身のお笑い芸人。
- 岸野里香 - 播州地区出身のNMB48の元メンバー、解散したロックバンドOver The Topの元ボーカル。
- 城恵理子 - 加古川市出身のアイドル。NMB48の元メンバー。
- 松浦亜弥 - 姫路市出身の歌手・アイドル。
- 竹中雄大 - 姫路市出身・Novelbrightのボーカル。
- 井上梨名 - 播州地区出身の櫻坂46のメンバー。